# 45RPM

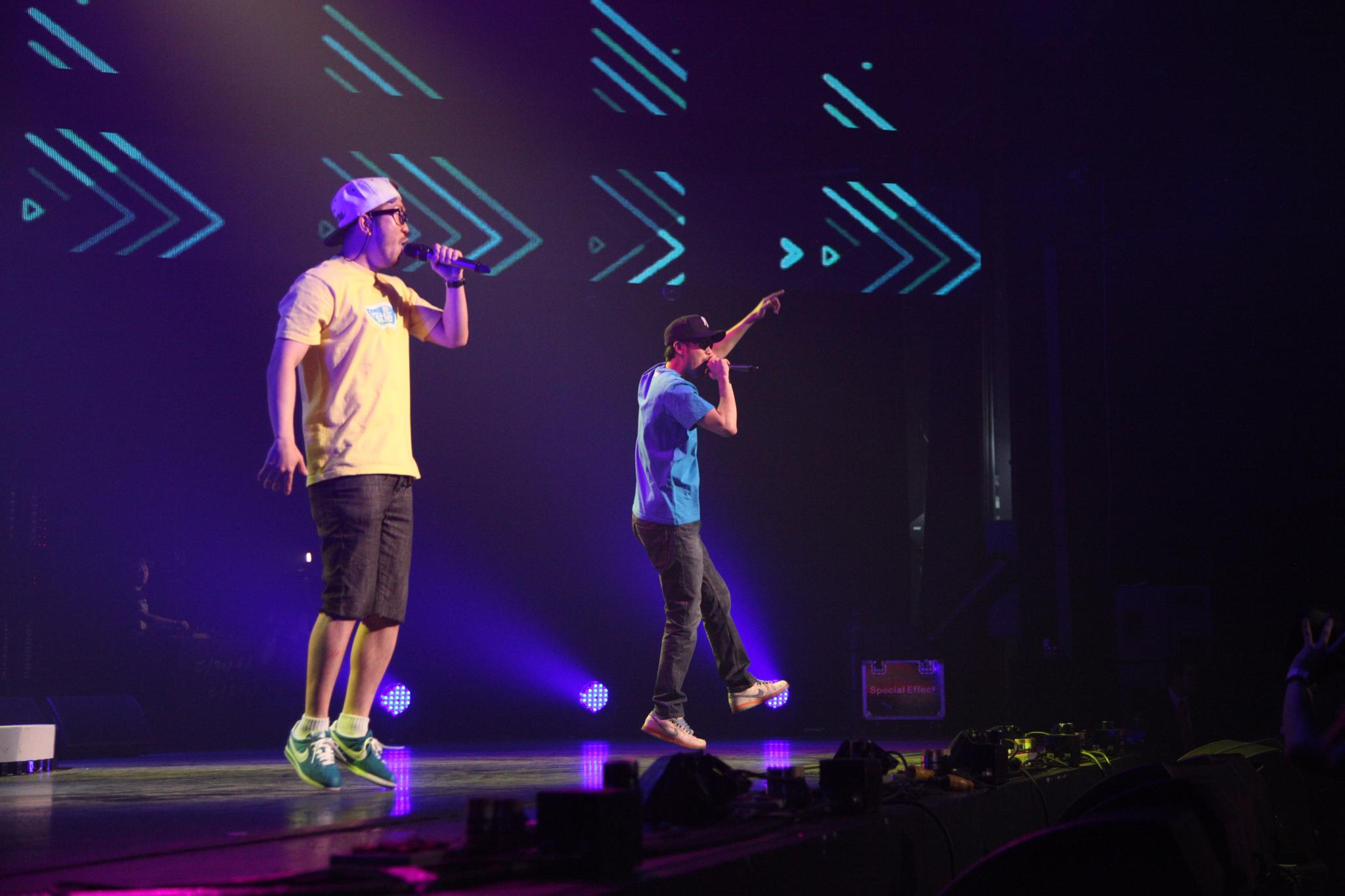
45RPM

45RPM은 대한민국의 힙합 그룹이다. 1999년 5월 8인조로 결성되었다가 2000년부터는 3인조의 체제로 정비되어 활동하였고, 2022년에 팀이 해체되면서 현재는 박재진이 솔로로 활동하고 있다.

## 역사

### 초창기
청주시에서 활동을 하던 MC Chas, 에시리, The Dung Man, MC GR, D.O.G.G.I.E., 보끼리로 구성된 6인조 팀 사거제곱사는 1999년 〈재진을 위해〉 등의 곡이 수록된 데모 테입을 내는 등 어느 정도의 활동을 펼쳐나가고 있었다. 이들은 타 지역에서 공연을 해보고자 대전에 왔고, 여기서 힙합 클럽 Apollo를 운영하고 있던 Zolla와 K-Don aka Valva를 만났다. 이들은 함께 프리스타일을 즐기며 친해졌고, 곧바로 팀을 결성하게 되었으며, 이것이 8인조 45RPM의 시작이었다. 이 8인조 체제는 오래 가지 못하였고 팀원들이 사정으로 한명씩 빠져나가면서 2000년 경에는 Zolla, T.D.M., G.R. 세 명이 남게 되었으며, 이 셋은 클럽 Apollo에서 매주 정기적으로 공연을 한 것은 물론, 2000년 봄부터는 당시 한국 언더그라운드 힙합의 중심이었던 클럽 MP 무대에도 올랐다.
이들은 〈리기동〉, 〈재미있는 힙합〉, 〈어기야디여차〉 등의 많은 대표곡을 남겼으며, 2001 대한민국이나 DJ DOC, Perry 앨범 등에도 참여하였다. 이즈음 이하늘이 Buda Sound를 만들면서 창립 멤버가 되었다. 2003년에는 《품행제로》 OST 〈즐거운 생활〉을 발표하여 대중들에게도 이름을 알렸다.

### 공식 데뷔
2001년부터 앨범을 계속 작업해왔던 45RPM은, 2004년 YG 엔터테인먼트와 계약을 맺어 YG를 통해 앨범을 발표하기로 했음을 2005년 공식화하여 많은 팬들을 놀라게 하였다. Zolla와 T.D.M.이 Smash, J-Kwondo로 이름을 바꾼 것도 이때였다. YG와 계약을 맺기 전부터 G.R.은 군입대로 인해 나머지 두 멤버만 앨범 작업을 하였으나, 앨범 발표 후 방송 활동을 재개할 즈음 G.R.이 제대하면서 무대에는 세 멤버가 함께 섰다. 〈리기동〉, 〈즐거운 생활〉을 타이틀로 하여 이어나간 이들의 1집 활동은 생각만큼 신통한 반응은 이끌어내지 못한 채 마무리되었다.
2집은 3년 간의 작업 끝에 다시 YG 엔터테인먼트에서 발표되었으며, 우주복과 헬멧을 착용하고 무대에 오르는 특이한 컨셉과 정훈희, 봄여름가을겨울의 김종진 등의 참여로 이슈가 되었다. 2집은 〈살짝쿵〉, 〈새침떼기〉 등을 타이틀로 하여 활동하였으나 역시 반응은 기대에 못 미쳤으며, 수록곡 〈두비두밥〉의 내용이 동료 가수들을 비방한 곡이라는 이유로 논란거리가 되었다. 후일 《쇼미더머니》에 출연하였을 때 Smash는 이때를 추억하며 투자한 거에 비해 수입이 없어 "자신들은 YG의 내부의 적이었다"라고 표현하기도 하였다.

### Buda Sound로의 복귀
2008년 5월 첫 단독 콘서트를 가진 이들은 곧 2집 활동을 마무리하고, 2009년 2월 YG 엔터테인먼트와의 계약이 만료되자 Buda Sound로 복귀하였다. 복귀한지 얼마 안 된 2009년 3월, G.R.이 공부를 이어가고 싶다는 의지를 밝히며 팀에서 탈퇴하고 미국 유학을 떠나면서 45RPM은 다시 2인조가 되었다. 한편 Smash는 《천하무적 야구단》에 출연하면서 첫 예능 고정 패널을 경험하게 되었다.
이 시기 45RPM의 음악 활동은 상대적으로 줄어들었으며, 2010년 6월에는 J-Kwondo가 스트릿 브랜드 ATTD를 런칭하기도 하였다. 12월에는 tvN의 《시사랭크쇼 열광》에 출연하여 〈막걸리나〉, 〈상수동 블루스〉 등의 정치 풍자 곡을 선보이며 화제가 되었다. 2011년 11월에는 신작 싱글 This is Love를 내고 잠깐 활동하였다.

### 에시리 영입
이후 다수의 크고 작은 공연 무대에 올랐던 45RPM은, 2012년 여름 "래퍼판 나는 가수다"로 알려진 《쇼미더머니》에 출연이 확정되었다. 여기서 45RPM은 원년 멤버인 에시리와 만나게 되었는데, 본선을 앞두고 그를 탈락시켰으나 2회 공연에서 그를 정식 멤버로 합류시켜 시청자들을 놀라게 하였다. 45RPM은 《쇼미더머니》 본선 결승까지 진출하여 Double K 다음으로 준우승을 거머쥐는 좋은 성적을 거뒀다.

### 이후의 활동
2014년 2월 25일에는 슈퍼터치와 함께한 싱글 〈구닥다리〉를 무료 공개하였고, 3월경 새 음반 발매 예정이라는 소식을 전해왔다.
대표곡: 〈보릿고개〉, 〈리기동〉, 〈즐거운 힙합〉, 〈살짝쿵〉, 〈새침떼기〉, 〈오래된 친구〉, 〈박치기〉

## 디스코그래피
- 2005년 정규 앨범 Old Rookie
- 2008년 정규 앨범 Hit Pop
- 2009년 디지털 싱글 《천하무적 야구단》
- 2010년 디지털 싱글 This is Love
- 2012년 디지털 싱글 《오래된 친구》
- 2015년 미니 앨범 RAPPERTORY

## 이슈

### 〈우리들의 일그러진 스타〉
〈우리들의 일그러진 스타〉는 45RPM의 초창기 작업곡 중 하나로 Smash (당시 Zolla), 에시리, Chas가 참여한 곡이다. 이 곡은 전체적으로 립싱크를 하고 가창력이 부족한 가수를 디스하고 있으나 후반부에서는 특히 "떼거지 사이비 종교 프리스타일교", "떼거리로 몰려 패밀리 헛소리하는 놈들 졸라리 패버리리" 등의 가사로 허니 패밀리를 강도 높게 디스하고 있다. 이에 대한 연유는 정확히 밝혀지지 않았으나, 허니 패밀리의 주라가 2집에서 "목졸라, 졸라, 졸라죽여"라는 가사를 쓴 것이 자신을 향한 디스라고 오해한 Zolla가 반격을 한 것이며, 후에 만나 오해를 풀었다는 소문이 기정 사실로 받아들여지고 있다.

### 〈두비두밥〉
〈두비두밥〉은 45RPM 2집 수록곡으로, 연예계의 현실을 직설적으로 표현한 가사를 담고 있다. 이 곡 내용 중 특히 "내가 살짝 엿 본 우등생의 컨닝페이퍼/god는 재민이를 키웠어 재민인 god를 띄웠어/조성모는 높이뛰기를 뛰었어 다음에 마라톤도 뛰었어/상두는 출석부를 찍었어 월요일 화요일만 찍었어/에픽하이 날게해준 토크쇼 이 노랜 뼈가 있는 조크쇼/SG 소를 모느라고 애쓰지 나 한 수 배우지"라는 가사 부분은 특정 가수들을 언급하여 이를 디스로 받아들인 네티즌들 사이에서 갑론을박이 펼쳐졌다. 일부에서는 이를 노이즈 마케팅이라고 비난하기도 하였다. 논란이 커지자 45RPM 측은 "누구나 한번씩은 하는 생각이다. 있는 그대로를 이야기 하려 했고 그러다 보니 누군가의 이름이 들어가야 했다. 특정가수를 비난하려는 의도는 절대 아니다. 분명한건 노이즈 마케팅도 의도된 바도 없다는 것이다. 우리는 누구를 비판하는 가수가 아니다."라고 의견을 밝혔다. 또, 선후배 동료 뮤지션들도 이런 메시지를 잘 알고 특별히 문제 삼지 않고 있다고 밝혔다.

## 이름[3][18]
- 45RPM은 LP판이 1분에 45회 도는 속도를 뜻하는 것으로, 일반 레코드판이 33RPM인데에 반해 힙합 레코드에서 많이 쓰이는 회전 속도이다.[19]
- Smash는 본인이 탁구를 좋아해서 붙인 이름이다. 과거에 사용했던 이름인 Zolla는 그저 "졸라"라는 말의 어감이 좋아 붙인 것이다.
- J-Kwondo는 본명인 재진의 이니셜과 태권도를 합한 것으로 Leo Kekoa가 지어준 것이다. 과거엔 T.D.M. 또는 The Dung Man이란 이름을 사용하였으며, 본명인 '재진'을 사용하기도 하였다.
- G.R.은 처음에는 "지랄"을 뜻하는 것이었으나 1집 발표 후 Good Rapper의 약자로 사용하였다.